# Акробаланс
Акробалансът е акробатично изкуство, което комбинира елементи на адажио и балансиране на ръце.
Изпълнителят на земята се нарича „база“, а този, който бива вдиган се нарича „flyer“ (летец).
Изпълненията на акро баланс изискват висока степен на координация, информираност и взаимно доверие, за да се избегнат инциденти и наранявания.
Често хореографиите са в такта на музика и се срещат в цирковете.
|  | Тази страница частично или изцяло представлява превод на страницата Acrobalance в Уикипедия на английски. Оригиналният текст, както и този превод, са защитени от Лиценза „Криейтив Комънс – Признание – Споделяне на споделеното“, а за съдържание, създадено преди юни 2009 година – от Лиценза за свободна документация на ГНУ. Прегледайте историята на редакциите на оригиналната страница, както и на преводната страница, за да видите списъка на съавторите. ВАЖНО: Този шаблон се отнася единствено до авторските права върху съдържанието на статията. Добавянето му не отменя изискването да се посочват конкретни източници на твърденията, които да бъдат благонадеждни. |